# Sea-through communication
sea-through communication（シースルー コミュニケーション）は日本のロックバンド・school food punishmentの3枚目のシングル。2009年10月07日発売。発売元はエピック・レコードで品番は「ESCL-3288」。

## 概要
- 前作「butterfly swimmer」から約3ヶ月のリリースとなった。
- 初回限定盤には「butterfly swimmer」のミュージックビデオと2008年に開催されたワンマンライブ映像が収録されている。

## 収録曲

### DISC1
全曲　作詞：内村友美　作曲：school food punishment
1. sea-through communication
編曲 江口亮
2. fiction nonfiction
編曲 school food punishment・江口亮
3. butterfly swimmer-Q;indivi-Yusuke Tanaka Remix-
編曲 田中ユウスケ・近藤隆史

### DISC2
1. butterfly swimmer -MUSIC VIDEO-
2. art line-LIVE at SHINJUKU LIVE SPACE MARZ 2009.2.21-